# Orizzonti perduti (album)
Orizzonti perduti è il tredicesimo album in studio di Franco Battiato, pubblicato nel dicembre 1983 con l'etichetta EMI Italiana. Il disco, che l'autore curò particolarmente in fase di registrazione, raggiunse il settimo posto in classifica e risultò il trentaduesimo più venduto del 1984.
L'album, a differenza dei precedenti, presenta un maggiore uso dell'elettronica e del computer per la riproduzione dei suoni, con la totale eliminazione degli strumenti acustici. Il disco si presenta in alcuni tratti autobiografico: non per caso, infatti, il principale scenario narrativo è l'ambiente siciliano. Vengono poi toccati temi come la satira musicale e la decadenza culturale dell'Occidente.

## Brani

### Un'altra vita
Franco Battiato esprime un esplicito riferimento alla pratica della meditazione. In apertura del brano, il cantante e compositore intona le parole: “Certe notti per dormire mi metto a leggere, e invece avrei bisogno di attimi di silenzio”, evocando il contrasto tra l'uso delle parole e la necessità di momenti di introspezione silenziosa.
Battiato, che ha più volte condiviso pubblicamente la sua esperienza, ha rivelato che da diversi decenni la sua routine quotidiana include due sessioni di meditazione: una al mattino e una al tramonto. Questi momenti sono per lui fondamentali, un’esigenza indispensabile di silenzio interiore, che l'artista considera essenziale per il suo benessere psico-fisico. In particolare, Battiato ha dichiarato che senza questo silenzio meditativo non riuscirebbe più a vivere, confermando l'importanza di tali pratiche nel suo percorso esistenziale e artistico.

### La musica è stanca
Nel brano intitolato La musica è stanca tratto da Orizzonti perduti, su testo scritto con Henri Thomasson, l'autore presenta una riflessione provocatoria sulla scienza e sulla visione comune delle origini dell'umanità. La frase "In quest'epoca di scarsa intelligenza ed alta involuzione qualche scemo crede ancora che veniamo dalle scimmie" esprime il disprezzo dell'autore verso le teorie evoluzionistiche comunemente accettate, suggerendo una critica a una visione materialista e riduttiva dell'origine dell'uomo. La critica si inserisce all'interno di un discorso più ampio che sfida la concezione tradizionale dell'evoluzione biologica, proponendo invece una lettura più complessa delle origini e dell'evoluzione dell'umanità.
L'autore fa riferimento alle teorie di P.D. Ouspensky e, indirettamente, al suo mentore Georges Gurdjieff, che suggeriscono una visione alternativa dell'evoluzione umana. Ouspensky, nel suo libro L'Evoluzione interiore dell'uomo, esprime un netto rifiuto delle concezioni moderne sull'origine e sull'evoluzione umana. Egli sostiene che le teorie convenzionali non possano essere accettate, poiché non spiegano adeguatamente l’evoluzione spirituale e intellettuale dell’uomo. In particolare, Ouspensky ritiene che la comprensione tradizionale dell'evoluzione, che considera l’uomo come un semplice prodotto della selezione naturale e della discendenza dalle scimmie, non possa essere applicata alla storia dell’umanità.
Secondo Ouspensky, se si osservano i periodi storici più recenti, in particolare gli ultimi dieci o quindicimila anni, si possono trovare indizi incontrovertibili di una razza umana superiore che avrebbe preceduto l’uomo moderno, e la cui esistenza sarebbe dimostrabile attraverso numerose testimonianze storiche, filosofiche e spirituali. Questa visione si allontana dalla biologia evolutiva tradizionale per abbracciare una comprensione più complessa dell'evoluzione umana, che include non solo l’aspetto fisico ma anche quello spirituale e mentale, proponendo una "evoluzione interiore" che sfida la visione materialista dominante.

## Tracce
Testi di Franco Battiato, tranne dove indicato; musiche e arrangiamenti di Franco Battiato e Giusto Pio.
Lato A
1. La stagione dell'amore – 3:46
2. Tramonto occidentale – 3:13 (testo: Franco Battiato e Fleur Jaeggy)
3. Zone depresse – 3:28 (musica: Franco Battiato e Giusto Pio)
4. Un'altra vita – 3:42 (musica: Franco Battiato e Giusto Pio)

Durata totale: 14:09
Lato B
1. Mal d'Africa – 3:51
2. La musica è stanca – 3:52 (testo: Franco Battiato e Tommaso Tramonti)
3. Gente in progresso – 3:28 (musica: Franco Battiato e Giusto Pio)
4. Campane tibetane – 3:13 (musica: Franco Battiato e Giusto Pio)

Durata totale: 14:24

## Formazione
- Franco Battiato – voce
- Filippo Destrieri – tastiera
- Gigi Tonet – sequencer
- Simone Majocchi – sintetizzatore, programmazione
- Gianfranco D'Adda – percussioni
- Giusto Pio – violino